# Paroisse de Hanover
Hanover est une des 14 paroisses de la Jamaïque, dont le chef-lieu est Lucea. 

## Géographie
Elle s'étend sur 450,4 km2 à la pointe nord-ouest de l'île et fait partie du comté de Cornwall. Elle est entourée par les paroisses de Saint James à l'est, et de Westmoreland au sud. C'est la deuxième moins étendue de l'île après la paroisse de Kingston. 

## Personnalités
C'est la paroisse qui a vu naître Alexander Bustamante, ancien Premier ministre de l'île, ainsi que Merlene Ottey